# 德恩贝格
德恩贝格是德国莱茵兰-普法尔茨州的一个市镇。总面积5.82平方公里，总人口561人，其中男性296人，女性265人（2011年12月31日），人口密度96人/平方公里。